# Allagarnore
Allagarnore (ou Alagarno) est un village du Cameroun situé dans la Région de l'Extrême-Nord, le département du Diamaré, l’arrondissement de Bogo et le canton de Guinelaye. 

## Population
En 1975, la localité comptait 60 habitants, des Kanouri.
Lors du recensement de 2005, on y a dénombré 153 habitants, dont 68 hommes et 85 femmes.